# Panda Entertainment
Panda Entertainment, il cui nome completo è Panda Entertainment Technology Co., Ltd. (Cinese: 熊貓軟體公司; pinyin: Xióngmāo Ruǎntǐ Gōngsī), fu uno sviluppatore di videogiochi di Taiwan attivo durante gli anni '90. Sviluppò giochi per MS-DOS e l'unica console taiwanese Super A'can, creata da Funtech. Il suo gioco più famoso è Sango Fighter, e quello con il numero di maggiori vendite fu Crazy Dodgeball. Alcuni dei suoi giochi divennero noti per l'uso di Adolf Hitler come personaggio giocabile, incluso nella serie di African Adventures e Hilarious Bowling. Nel 2009 la compagnia nord americana Super Fighter Team acquisì  i diritti legali di alcuni giochi della compagnia, ri-rilasciando Sango Fighter come freeware immediatamente dopo. Nel 2012, Super Fighter Team acquisì i restanti giochi di Panda.

## Lista dei giochi pubblicati
| N° | Titolo inglese                        | Titolo cinese                                         | Anche conosciuto                | Piattaforma                           | Genere      | Anno di rilascio |
| -- | ------------------------------------- | ----------------------------------------------------- | ------------------------------- | ------------------------------------- | ----------- | ---------------- |
| 1  | African Adventures                    | 非洲探險 (Fēizhōu Tànxiǎn)                            | Monopoly: Adventure in Africa   | MS-DOS, Super A'can                   | Puzzle      | 1995             |
| 2  | African Adventures 2                  | 非洲探險2 (Fēizhōu Tànxiǎn 2)                         | Monopoly: Adventure in Africa 2 | MS-DOS                                | Puzzle      | 1996             |
| 3  | Battle of Red Cliffs                  | 赤壁之戰 (Chìbì Zhī Zhàn)                             | N/D                             | MS-DOS                                | RPG         | 1994             |
| 4  | Crazy Dodgeball                       | 爆笑躲避球 (Bàoxiào Duǒbì Qiú)                        | Panda Dodgeball                 | MS-DOS                                | Sport       | 1994             |
| 5  | Gambling Lord                         | 賭霸 (Dǔ Bà)                                          | N/D                             | Super A'can                           | Mahjong     | 1996             |
| 6  | Hilarious Bowling                     | 爆笑保齡球 (Bàoxiào Bǎolíngqiú)                       | N/D                             | MS-DOS                                | Sport       | 1996             |
| 7  | Journey to the West                   | 西遊記 (Xīyóu Jì)                                     | West Adventure                  | MS-DOS                                | Azione      | 1994             |
| 8  | Little Geniuses: Go Home!             | 天才寶寶大進擊 (Tiāncái Bǎobǎo Dà Jìnjī)              | N/D                             | MS-DOS                                | Puzzle      | 1995             |
| 9  | Panda: Go Home!                       | 熊貓大進擊 (Xióngmāo Dà Jìnjī)                        | N/D                             | MS-DOS                                | Azione      | 1996             |
| 10 | Sango Fighter                         | 三國志武將爭霸 (Sānguózhì Wǔjiàng Zhēngbà)            | N/D                             | MS-DOS, Super A'can, PC-98 (nel 1995) | Picchiaduro | 1993             |
| 11 | Sango Fighter 2                       | 三國志武將爭霸2 (Sānguózhì Wǔjiàng Zhēngbà 2)         | N/D                             | MS-DOS                                | Picchiaduro | 1995             |
| 12 | Tough Guy                             | 格鬥悍將 (Gédòu Hàn Jiàng)                            | Tough Guy: Fighting Titans      | MS-DOS                                | Picchiaduro | 1996             |
| 13 | Volleyball Hominid                    | 排球原人 (Páiqiú Yuán Rén)                            | N/D                             | MS-DOS                                | Sport       | 1996             |
| 14 | Water Margin: Heroes of the Marsh     | 水滸傳之梁山英雄 Shuǐhǔ Zhuàn Zhī Liángshān Yīngxióng | N/D                             | MS-DOS                                | Azione      | 1997             |
| 15 | Xiang Yu: The Overlord of Western Chu | 西楚霸王項羽 (Xī Chǔ Bàwáng Xiàngyǔ)                  | N/D                             | MS-DOS                                | RPG         | 1996             |

## Controversia su Sango Fighter
Sango Fighter fu sviluppato basandosi sulla base del motore di Super Fighter, un gioco dello sviluppatore taiwanese C&E. Il motore fu preso senza permesso da uno sviluppatore che lascio la C&E e si unì a Panda. C&E citò Panda e vinse, costringendo Panda a bloccare le sue vendite di Sango Fighter a Taiwan. Tuttavia, la sentenza non fermo una dozzina di compagnie pirata dal continuare la vendita di copie del gioco. Ci fu una traduzione in inglese di una compagnia che vendette il gioco tradotto ad una società sharewere senza permesso. Lo sviluppatore e pubblicatore shareware Apogee Software pianificò un rilascio negli Stati Uniti su licenza sotto il titolo di Violent Vengeance, ma il progetto non andò in porto. Una compagnia chiamata Accend piratò Sango Fighter e lo vendette negli Stati Uniti senza il permesso ufficiale di Panda.